# Ханума (фільм, 1978)
Про однойменний грузинський радянський фільм  див. Ханума (фільм, 1926)
«Ханума» — радянський телефільм-спектакль 1978 року, знятий на кіностудії «Ленфільм».

## Сюжет
Весела історія про заповзятливу сваху Хануму, яка ніколи не сумує. Тбілісі. Початок XX століття. Князь Пантіашвілі прогуляв весь свій статок. Вихід один — терміново одружитися з багатою нареченою. За справу береться сваха Ханума…

## У ролях
- Людмила Макарова — Ханума
- Вадим Медведєв — Мікич Котрянц, купець
- Владислав Стржельчик — князь Вано Пантіашвілі
- Валентина Ковель — Кабато
- Микола Трофімов — Акоп
- Всеволод Кузнецов — Тімоте
- Марія Призван-Соколова — Текле
- Олена Алексєєва — Сона
- Геннадій Богачов — Коте Пантіашвілі
- Марина Адашевська — бабуся Ануш
- Анатолій Гарічев — кінто з зеленню
- Валерій Караваєв — кінто в вином
- Володимир Козлов — кінто з яблуками
- Юзеф Мироненко — кінто з сазаном
- Леонід Неведомський — кінто з мацоні
- Євген Соляков — кінто з водою
- Євген Чудаков — кінто
- Георгій Штиль — кінто
- Інна Гарічева — епізод
- Людмила Сапожникова — кінто
- Аеліта Шкомова — епізод
- Галина Яковлєва — епізод
- Тамара Коновалова — епізод
- Валентина Ніколаєва — повна авлабарка
- Ірина Комарова — кінто з пляшкою
- Ірина Єфремова — авлабарка
- Євгенія Царьова — літня авлабарка
- Борис Льоскін — князь Ніко в лазні
- Дмитро Прощалигін — князь Гурам
- Євген Горюнов — князь Сандро в лазні
- Віталій Ілліч — князь Важіко, бородань в лазні
- Ізіль Заблудовський — епізод
- Іван Пальму — князь-авлабарец на базарі і в лазні
- Кирило Копелян — епізод

## Знімальна група
- Режисери — Георгій Товстоногов, Юрій Аксьонов
- Сценаристи — Георгій Товстоногов, Борис Рацер
- Оператор — Дмитро Долинін
- Композитор — Гія Канчелі
- Художники — Римма Нарінян, Йосип Сумбаташвілі